# Therenia cryptooecium
Therenia cryptooecium is een mosdiertjessoort uit de familie van de Escharinidae. De wetenschappelijke naam van de soort is voor het eerst geldig gepubliceerd in 2008 door Berning, Tilbrook & Rosso.